# Église Santa Maria foris portas
L'église di Santa Maria foris portas est le plus ancien édifice de la commune de Castelseprio en province de Varèse (Lombardie).
Elle est située sur une butte distante de deux cents mètres des murailles d'un ancien castrum romain, d'où son appellation en latin médiéval. De l'ancien bourg fortifié, cette église extra moenia est l'unique édifice, rescapé de la destruction et sauvé de l'abandon grâce à la dévotion liée au lieu de culte.
Son principal point d'intérêt est la qualité de conservation du cycle de fresques de l'abside qui représente l'un des témoignages les plus élaborés de l'art pictural européen du haut Moyen Âge. Quelques éléments sont exposés non loin dans l'Antiquarium, un petit monastère du XIVe siècle reconverti en musée.
L'ensemble du site fait partie de la série « Les Lombards en Italie. Lieux de pouvoir (568-774 après J.-C.) », comprenant sept lieux qui abondent en témoignages sur l'architecture, la peinture et la sculpture de l'art lombard. En 2011, ce groupe de sites a été inscrit sur la liste du patrimoine mondial établie par l'UNESCO.

## Intérieur

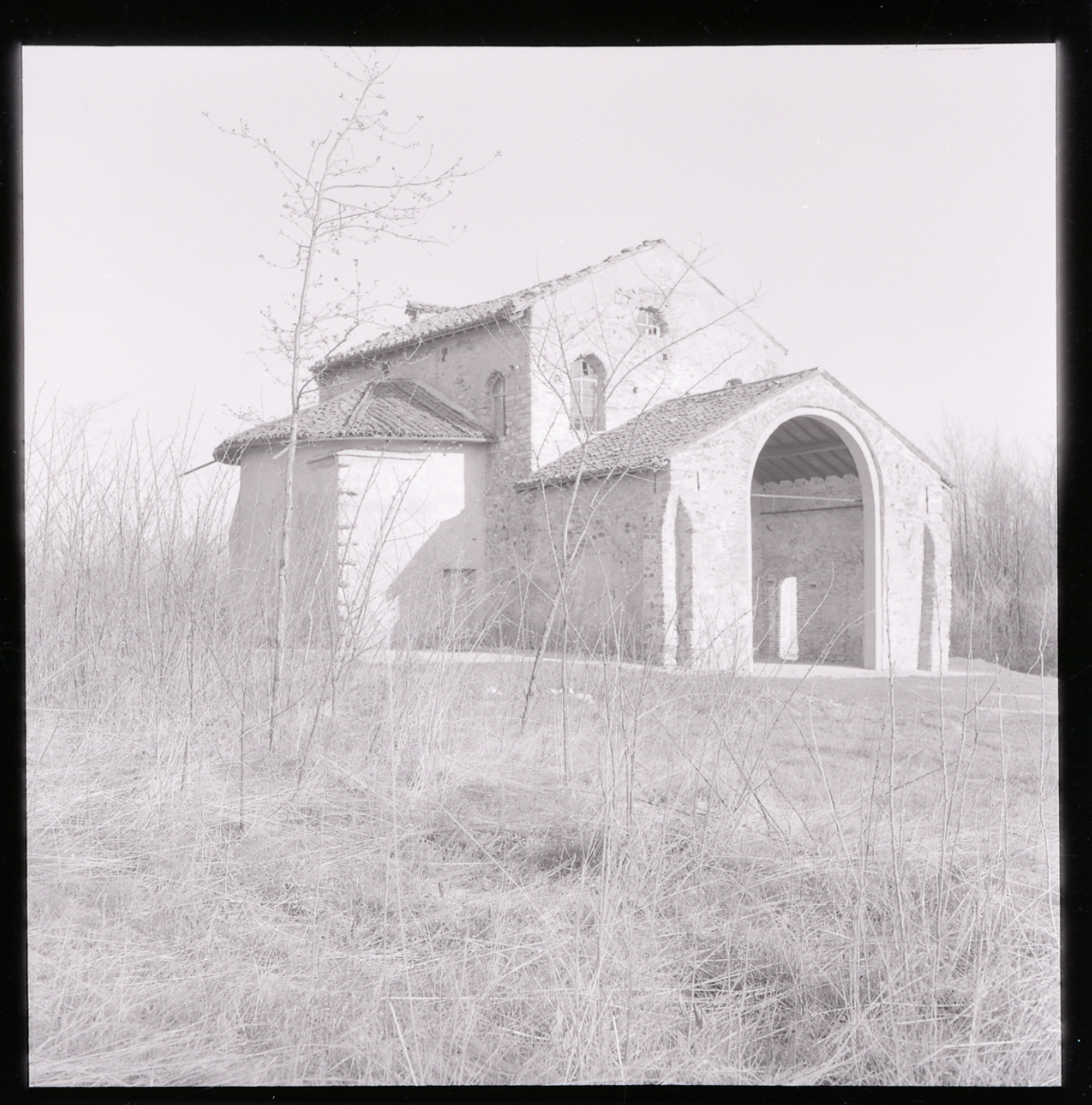
L'église en 1957, par Paolo Monti.

### Les fresques

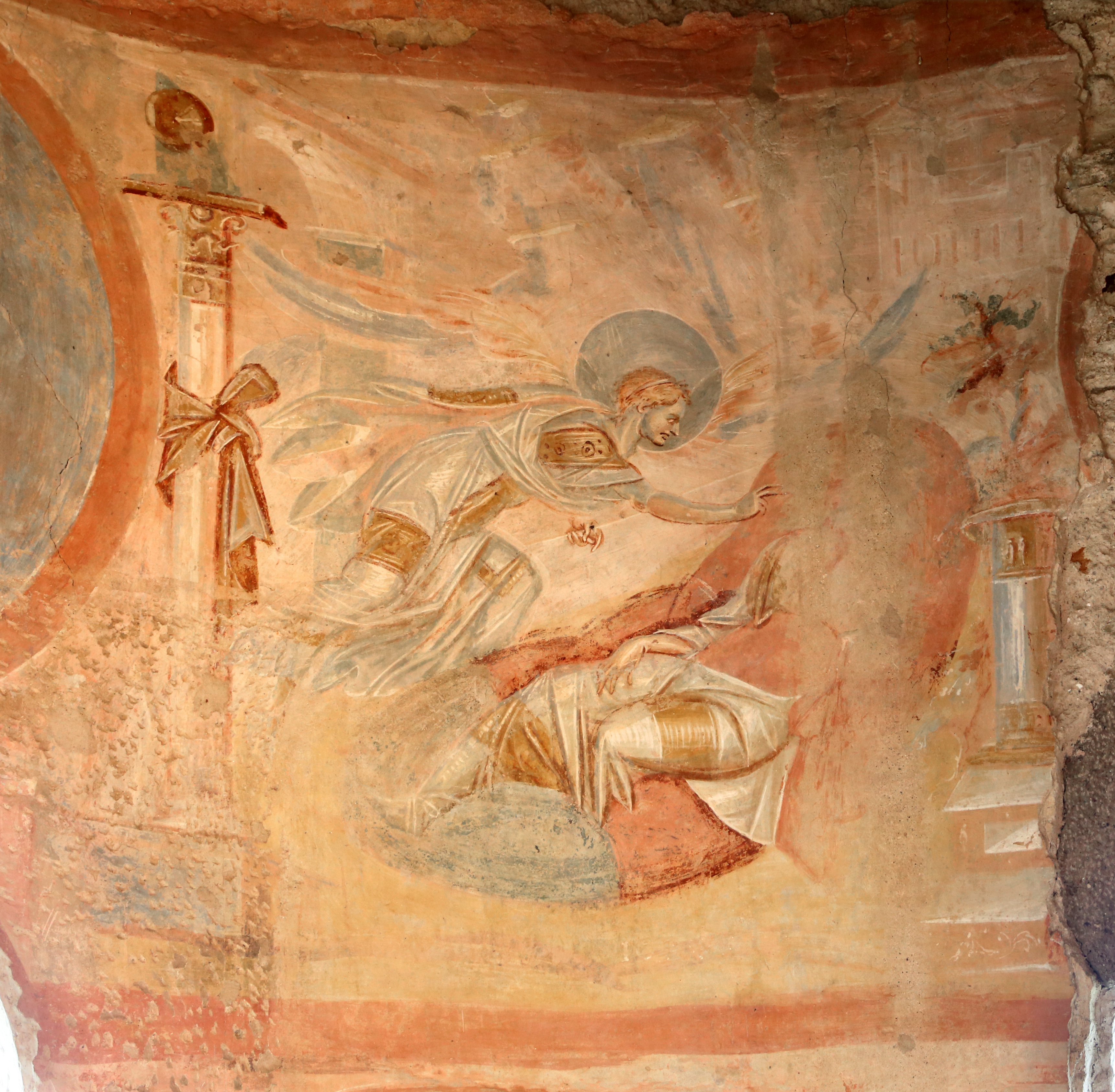
Le songe de Joseph (Matthieu 1:20) : Comme il y pensait, voici, un ange du Seigneur lui apparut en songe, et dit : Joseph, fils de David, ne crains pas de prendre avec toi Marie, ta femme, car l'enfant qu'elle a conçu vient du Saint Esprit [...

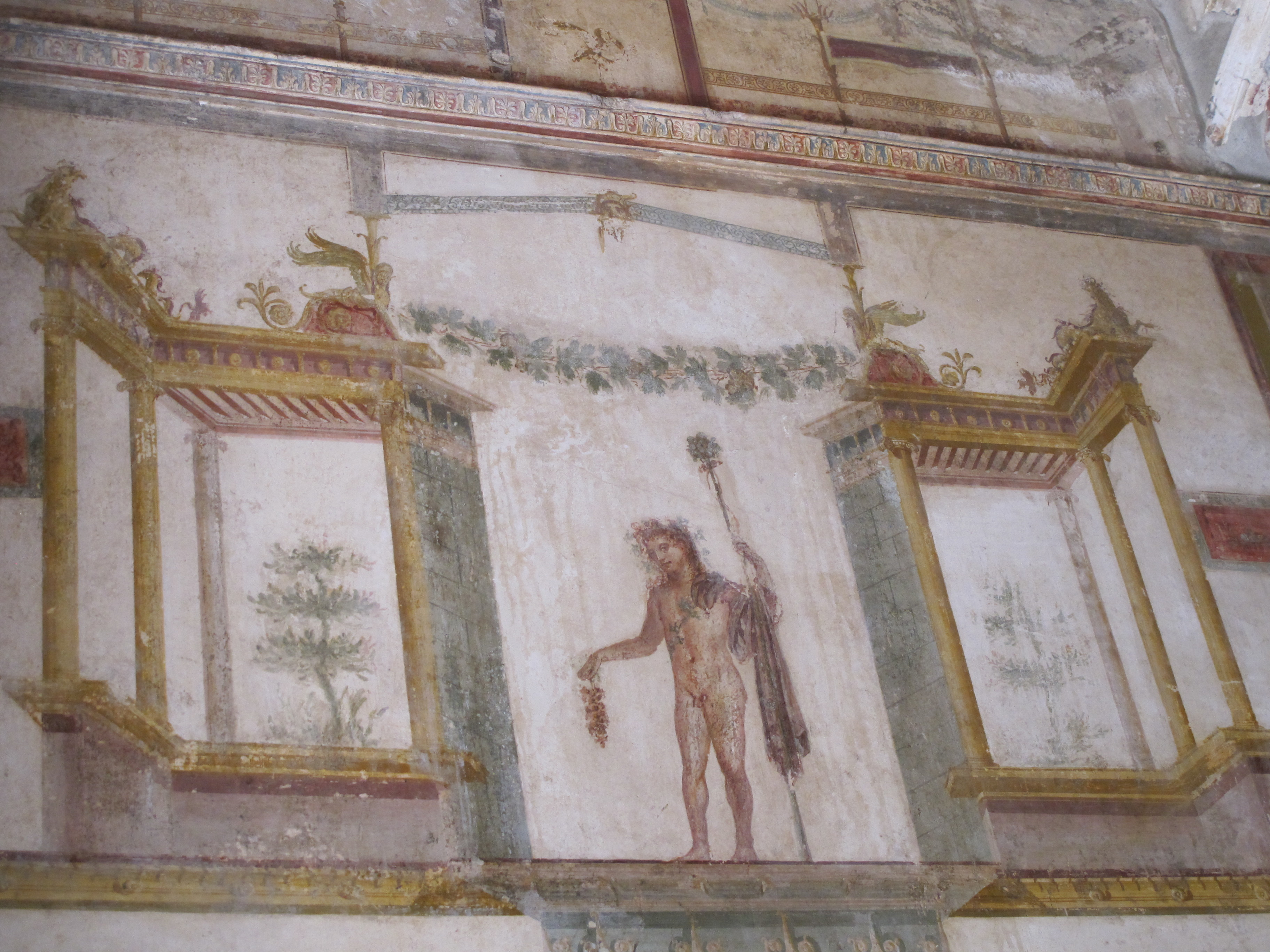
Une fresque pompéienne, dans le style romain classique qui inspira les canons picturaux du haut Moyen Âge par l'intermédiaire d'ouvrages spécialisés (notamment le De architectura).

Les fresques de l'abside orientale sont en effet des exemples canoniques de la peinture murale du haut Moyen Âge italien, héritage ou terreau de l'art carolingien et macédonien,, et a fortiori des préceptes de Vitruve (par l'usage de la technique dite mixte). Comme dans d'autres monuments religieux à fresque, l'église de Moutiers-en-Puisaye (XIIe siècle) pour citer la Bourgogne, les thèmes abordés font sans surprise référence à l'Ancien et au Nouveau Testament. L'historienne Paula D. Leveto estima toutefois dans les années 1990 que ces fresques étaient plus une référence au culte marial qu'à la nativité,, thèse que tous les scientifiques ne partagent pas : l'affrontement entre les tenants d'un cycle christologique ou d'un cycle marial n'est pas clôt.
Leur découverte fortuite remonte à mai 1944 (l'église était alors désaffectée) et engendre immédiatement une vaste controverse de datation : les hypothèses vont de l'époque Justinienne au milieu du Xe siècle, pendant l'épiscopat milanais d'Aderico Cotta (936-958). Aujourd'hui, la fourchette s'étend des années 830 à 950 avec, selon Kurt Weitzmann, une préférence pour la datation basse,.

« The early medieval paintings discovered in 1944 in the deserted church of Santa Maria di Castelseprio, north of Milan, are both of high quality and executed in a very pure classical style. The full publication of the monument in 1948 included sections on the architecture and the historical background together with that on the paintings [...] It was there concluded that church and paintings, which are demonstrably contemporary, were of the seventh century and that the paintings were due to oriental Christians, exiled by the Arab invasions and serving the Papacy as missionaries to the schismatic Lombards. The present work argues that the paintings are of the tenth century.
The dating proposed by Dr. Weitzmann is largely based on a close stylistic analysis of the paintings, which arc admittedly of Eastern origin, and their comparison with certain Byzantine manuscripts, notably the Joshua Roll of the Vatican Library (Cod. Pal. gr. 431) and the Paris Psalter (Bibliotheque Nat. gr. 139). »

— C. A. R. Radford, The Antiquaries Journal (Cambridge, 1951)

Si le nom du ou des peintres (on hésite entre une ou deux mains pour la réalisation picturale) est jusqu'ici inconnu, on appelle couramment, et pour des raisons pratiques, l'artiste par le nom de Maestro di Castelseprio (le maître de Castelseprio).

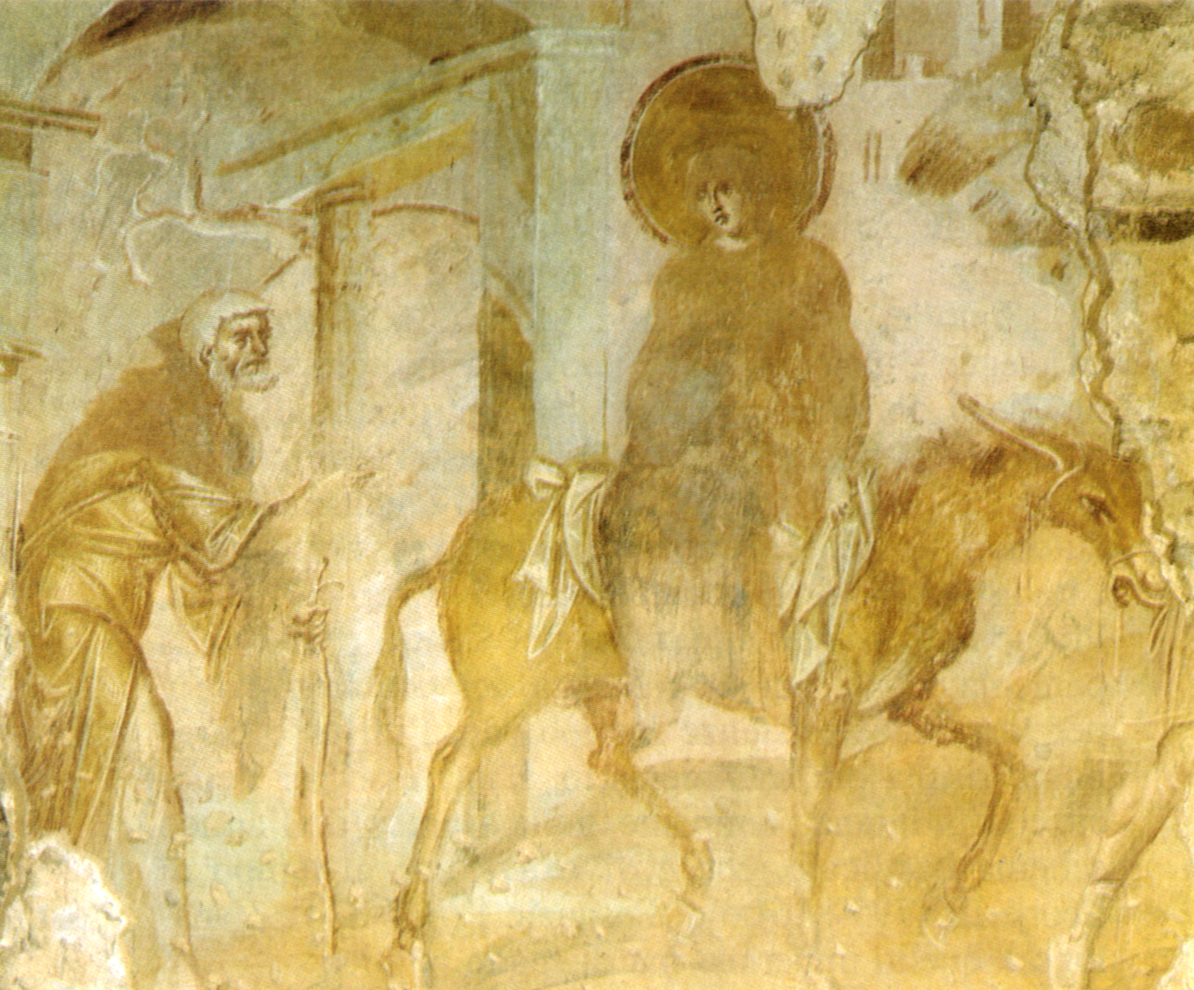
Exode de la Vierge et de Joseph à Bethléem, parfois confondu avec la fuite en Égypte.
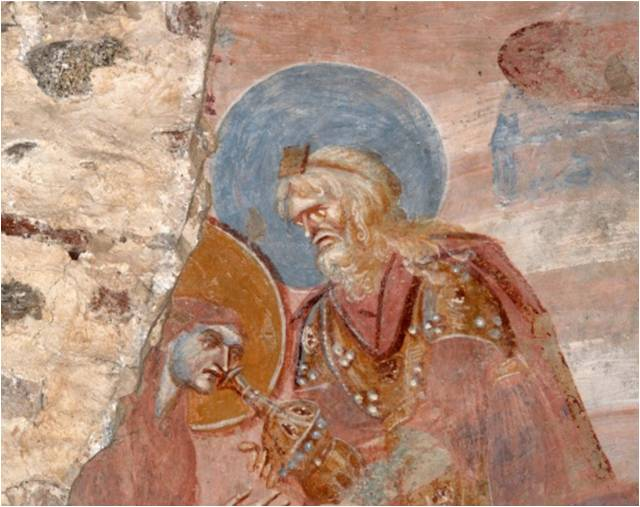
Une ordalie à l'eau amère.
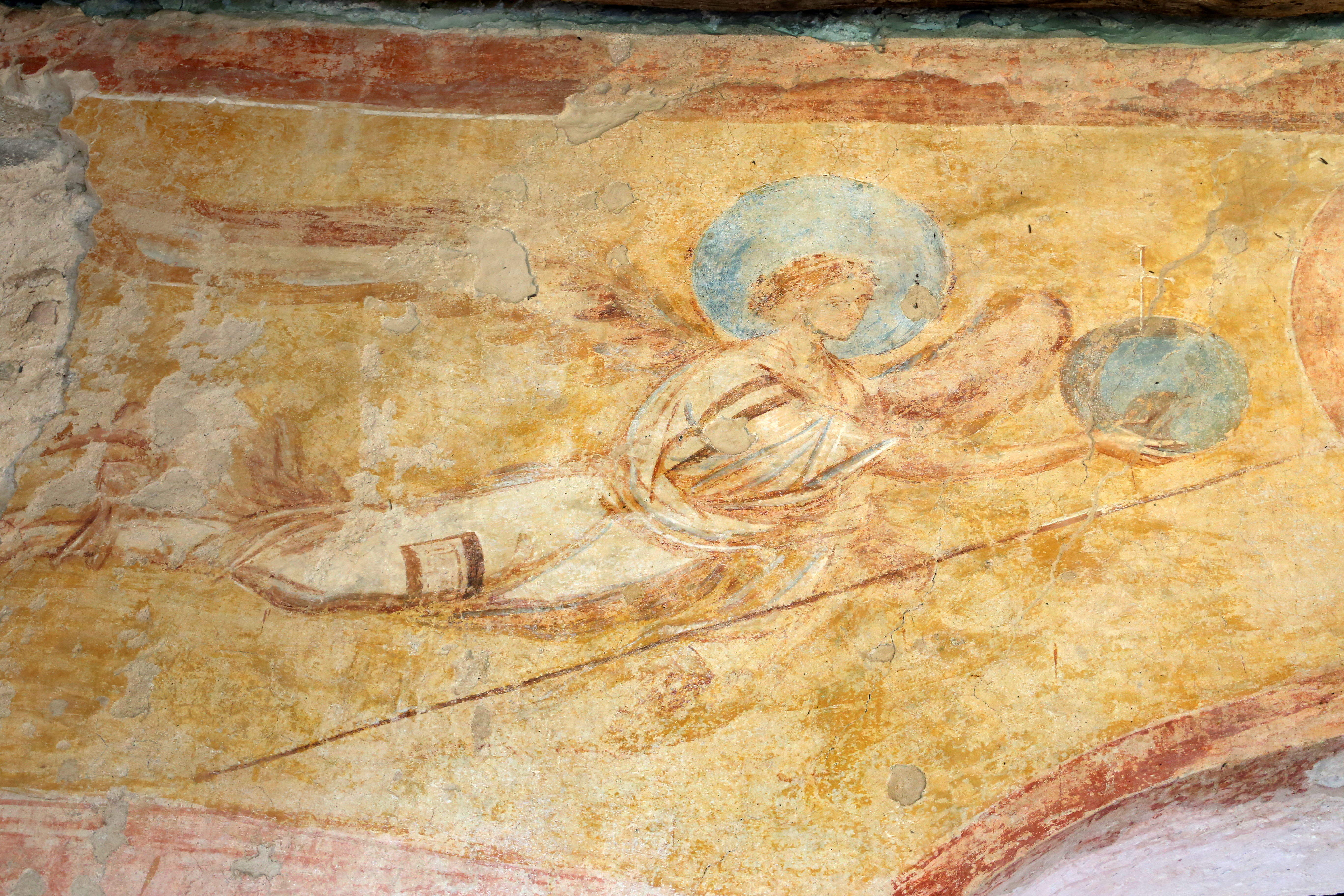
Un archange à la nativité.
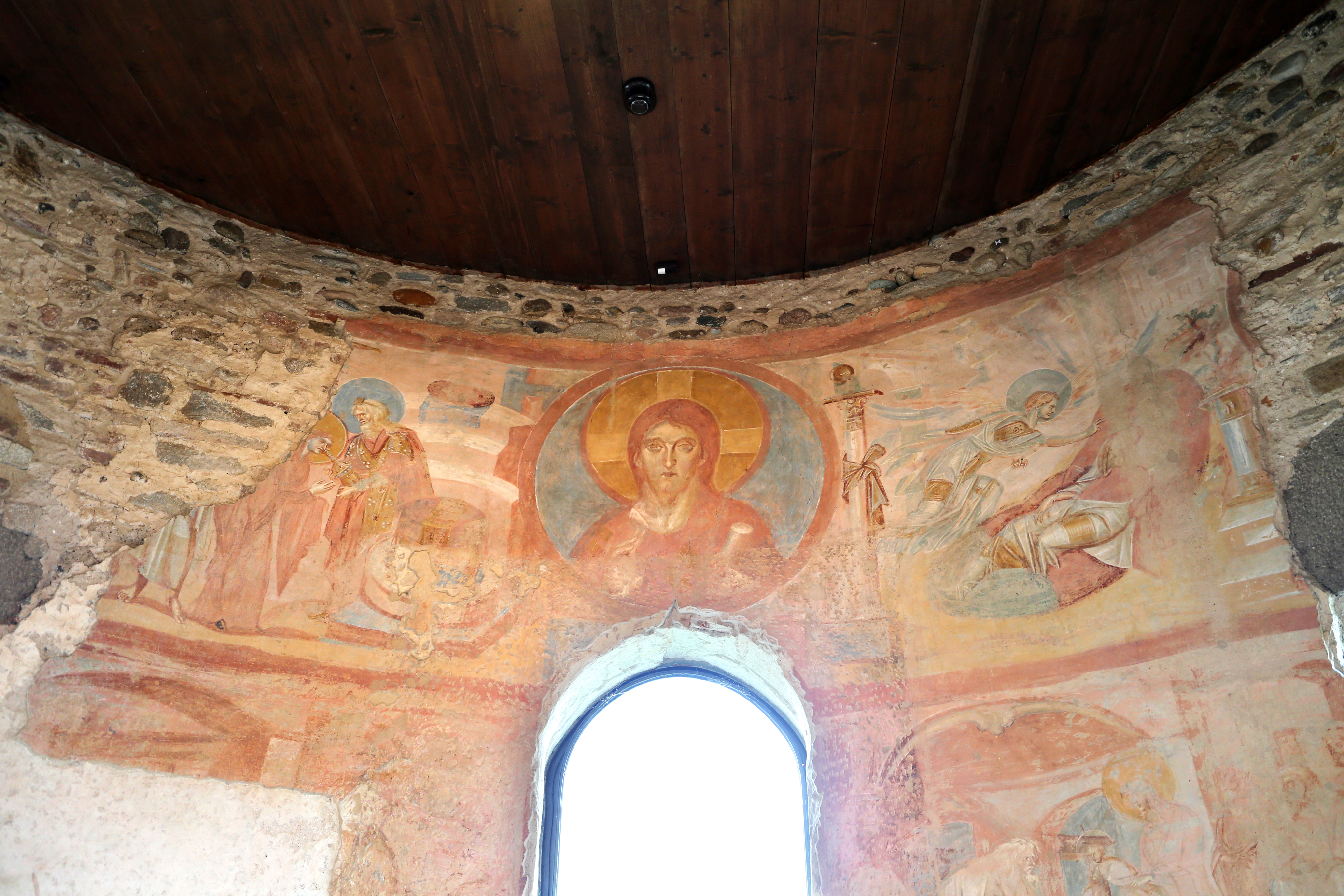
Le christ en majesté entouré de scènes bibliques.
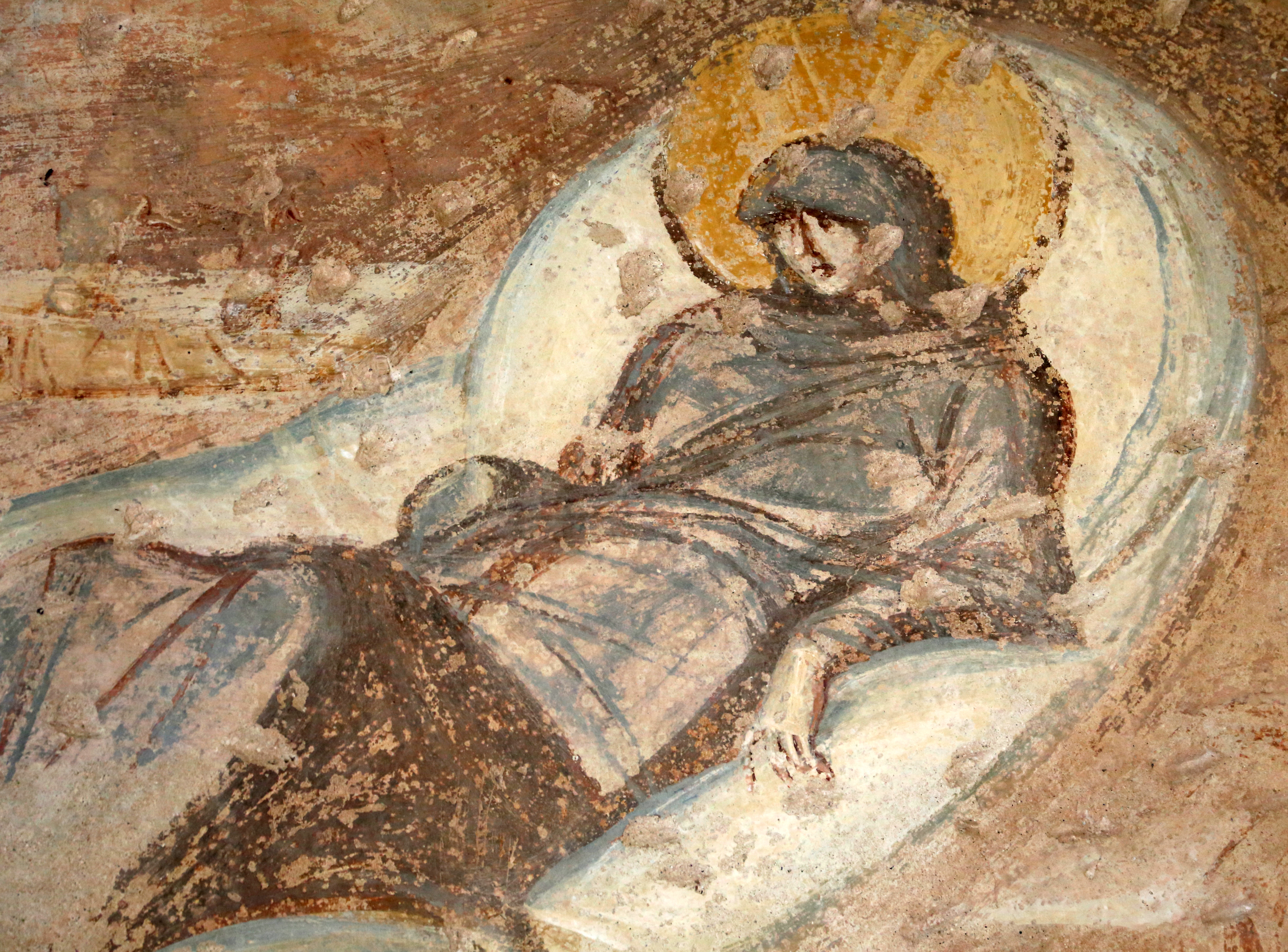
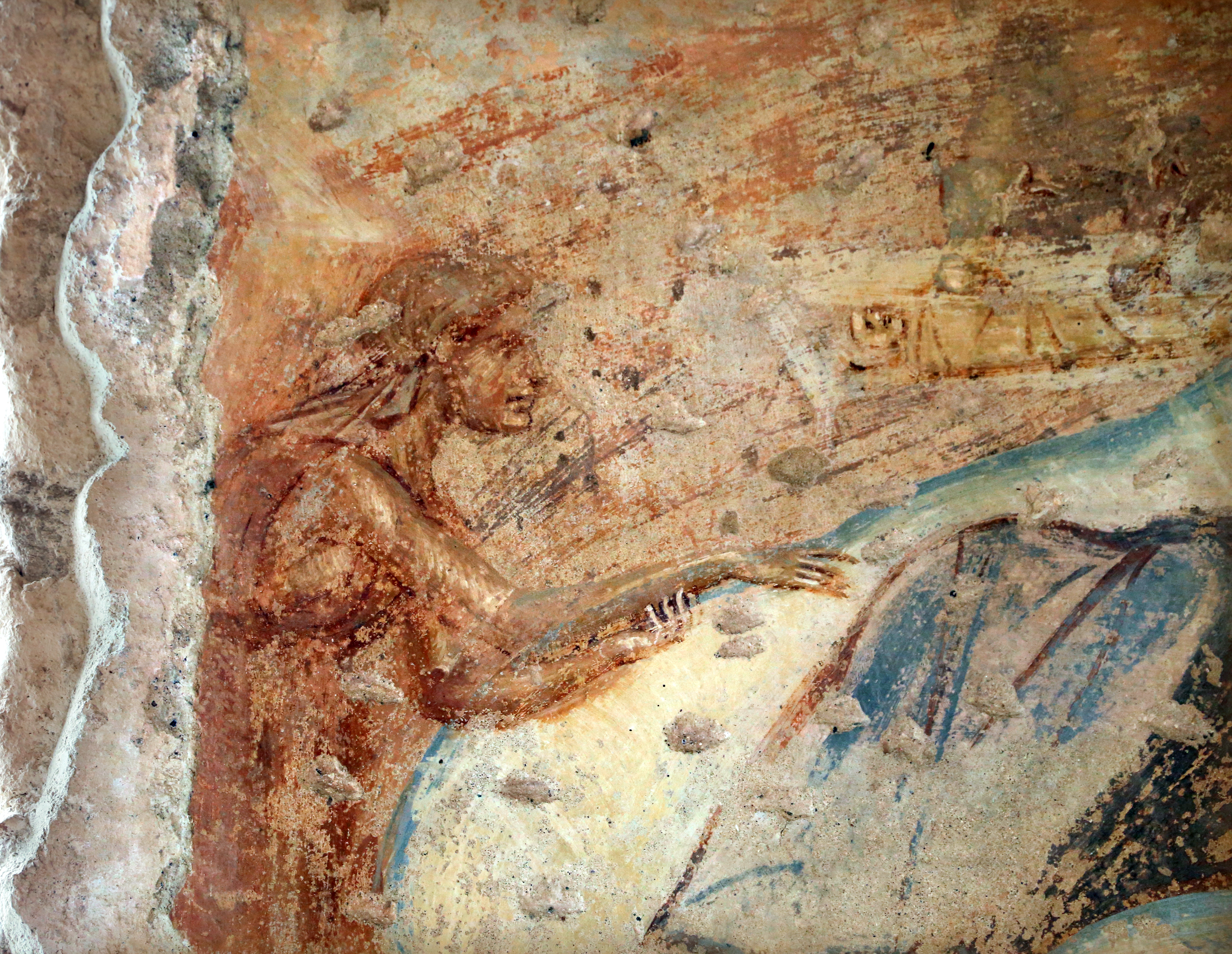
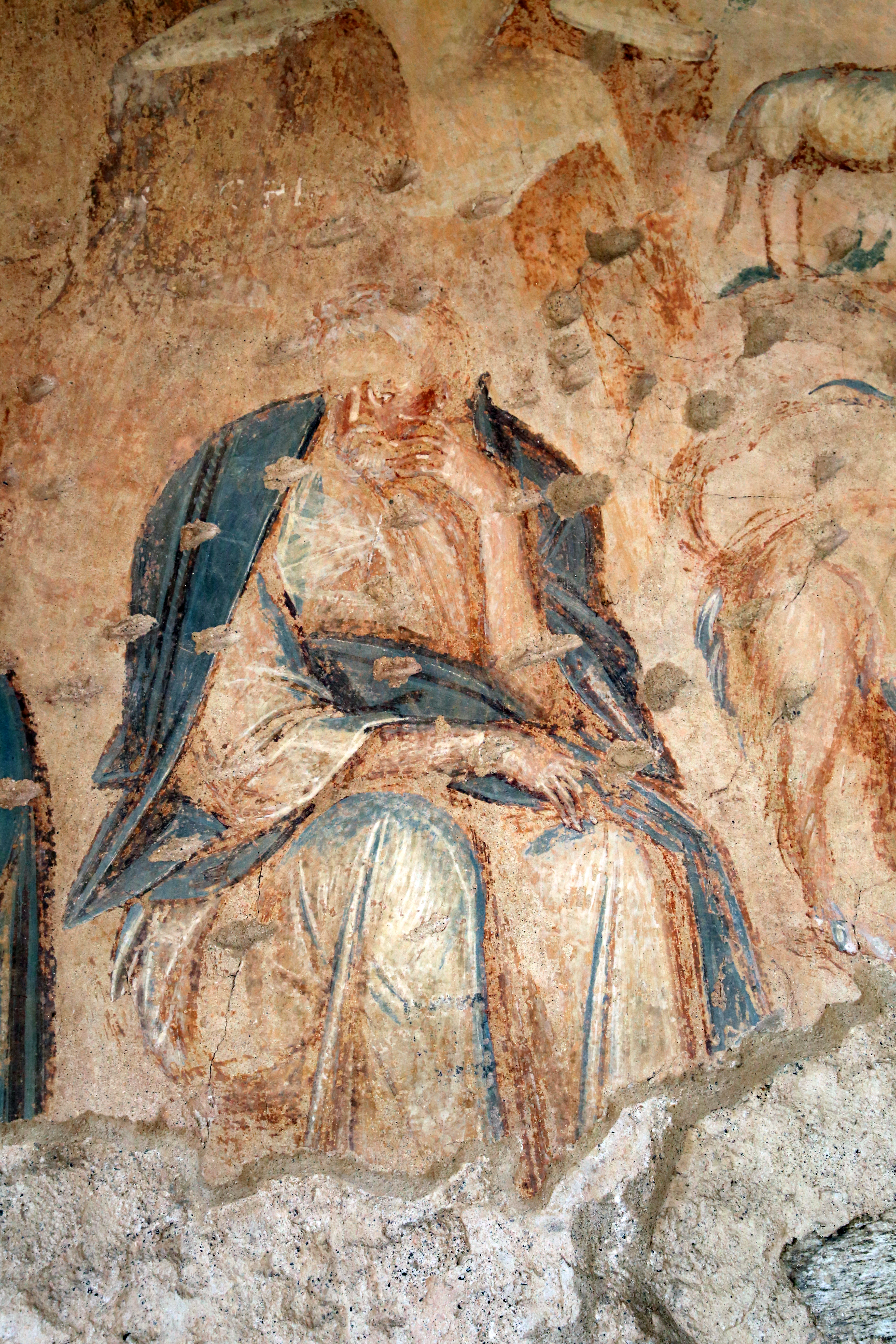

### Architecture et pavement

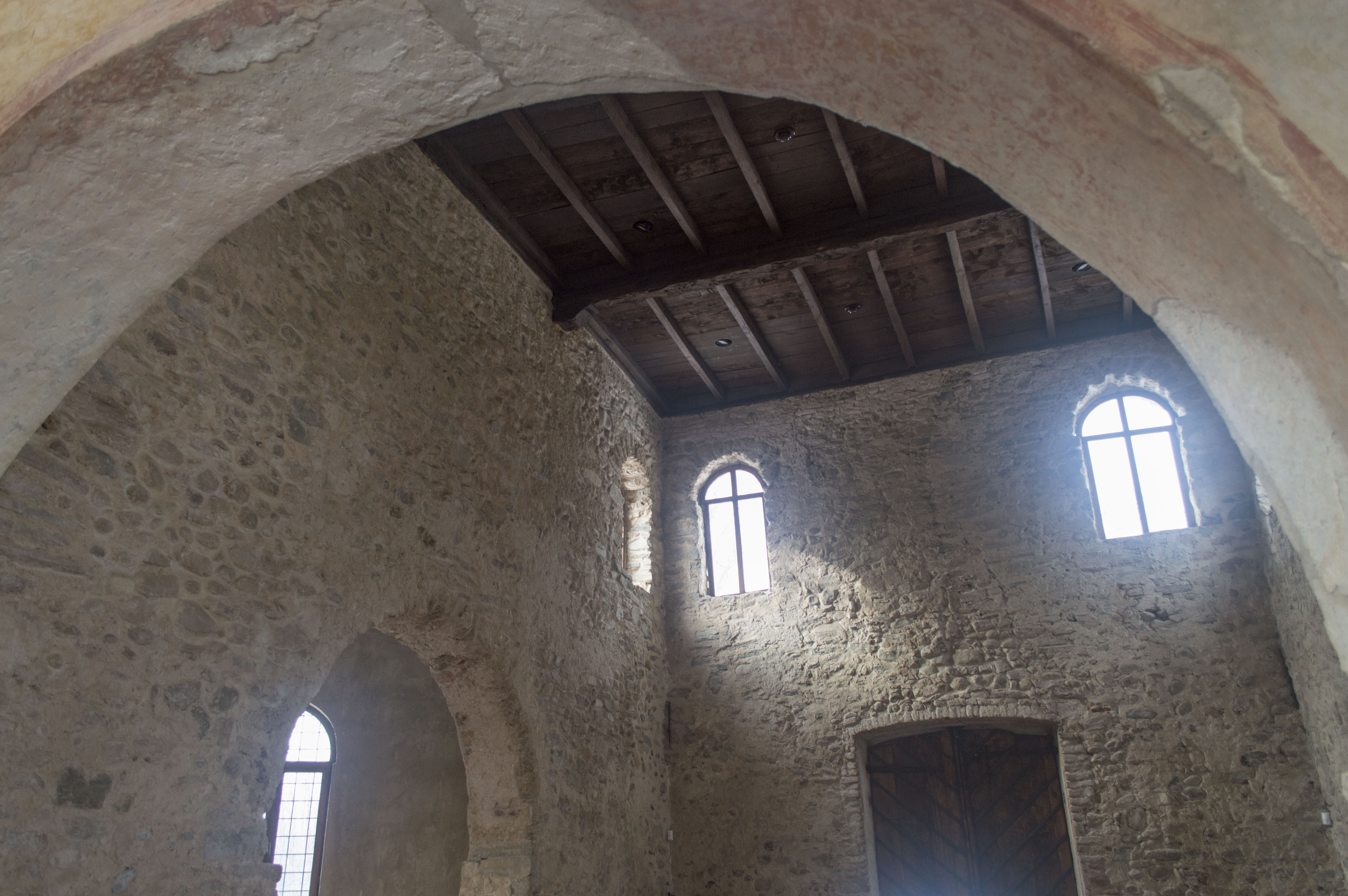
L'intérieur de l'église ; la charpente est encore visible.

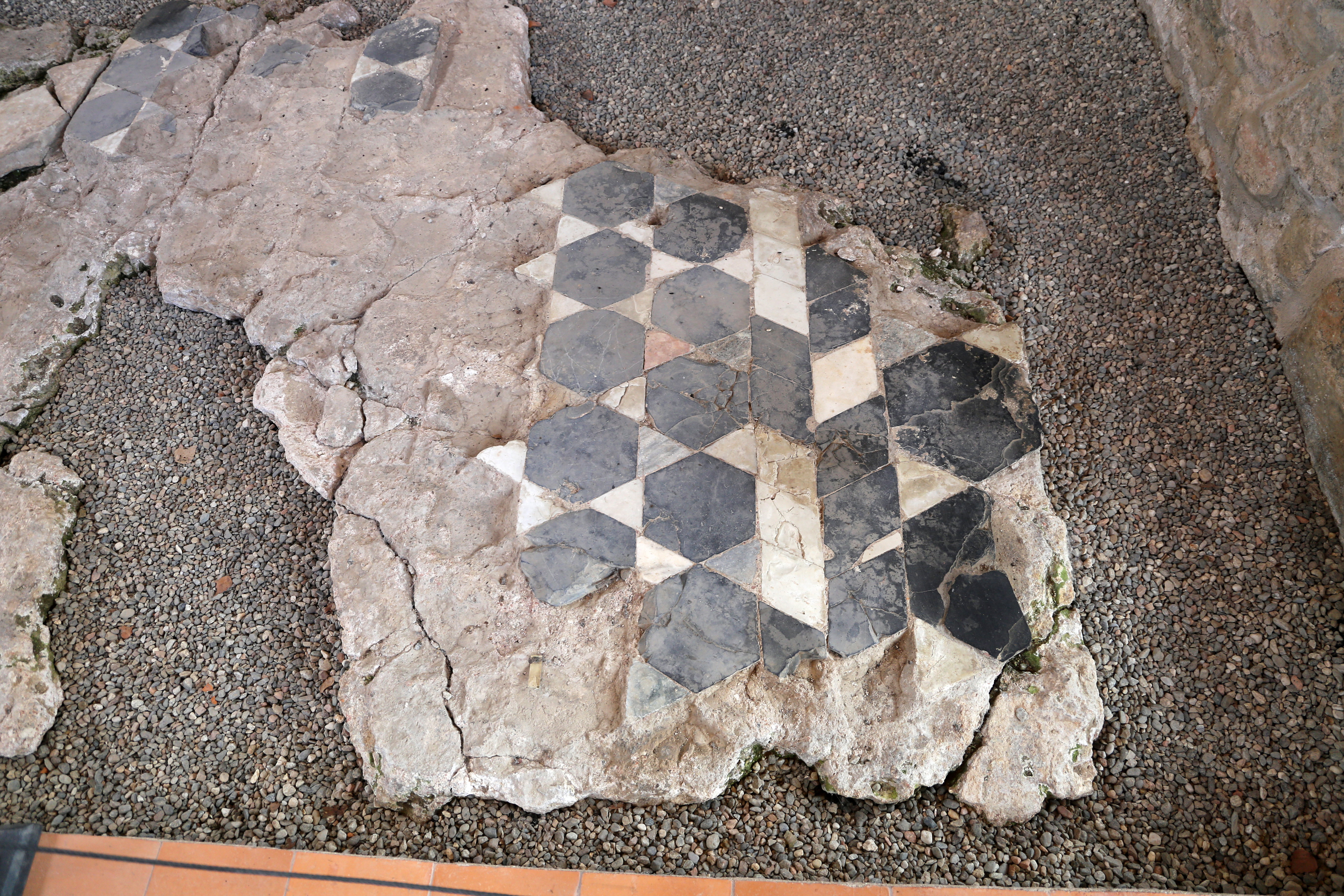
Le pavement de la nef à décor géométrique bichrome.